# O Aprendiz (8.ª temporada)
O Aprendiz, também conhecido como O Aprendiz Empreendedor ou O Aprendiz 8, foi a oitava temporada da série de reality shows de mesmo nome, produzida e exibida no Brasil pela Rede Record. A atração trouxe novamente o empresário João Doria Júnior como apresentador do programa. Ao invés de trazer estudantes universitários disputando o prêmio principal, esta edição teve foco no empreendedorismo, garantindo ao vencedor apenas um prêmio em dinheiro para investimento ao invés de um contrato de emprego. A oitava edição contou com 153 mil inscrições (número recorde até o momento) e R$34 milhões de investimentos em publicidade. Carla Pernambuco, chef de cozinha e empresária, e Cláudio Forner, consultor do SEBRAE, foram os consultores de Doria nesta temporada. Forner já havia atuado como conselheiro em Aprendiz 5 - O Sócio e Aprendiz 6 - Universitário.
O Aprendiz teve sua estreia em 1 de novembro de 2011 e término em 20 de dezembro do mesmo ano. Na final, gravada ao vivo no auditório do Memorial da América Latina, com 1600 pessoas presentes, o programa presenteou a vencedora Janaina de Melo com R$ 1,5 milhão, um carro zero-quilômetro e um quadro do artista Romero Britto, no valor de R$ 50 mil. Após o fim da edição, Doria ainda contratou Maria Fernanda de Lima, candidata demitida no episódio 11 e trazida de volta para auxiliar Janaina na tarefa final, para atuar como produtora em suas empresas.
Além disso, a oitava temporada do programa contou com uma versão online voltada para empreendedores digitais. O vencedor da competição foi o jornalista Willian Ceolin pelo trabalho realizado no site Corrida F1. O consultor do SEBRAE Renato Santos comentava as tarefas da temporada e mais tarde tornou-se conselheiro de Roberto Justus, no Aprendiz - O Retorno.
Em 2013, as candidatas Renata Tolentino e Daniely Zanotti foram convidadas para participar de Aprendiz - O Retorno, compondo o elenco com outros participantes de temporadas diversas. Zanotti foi demitida no segundo episódio, enquanto Tolentino sagrou-se campeã, trabalhando com Justus até o ano de 2021.

## Candidatos
O programa trouxe 16 candidatos, anunciados oficialmente no dia 18 de outubro de 2011. O perfil dos participantes foi alterado para retratar melhor o foco empreendedor da temporada: os finalistas foram escolhidos por serem mais velhos e experientes, com maior capacidade de absorver críticas e com mais embasamento nas discussões. Seguem as formações originais da Vanguarda e Vetor, as duas equipes desta edição.
O histórico corporativo da edição culminou em um resultado favorável de 7–6 para a Vanguarda sobre a Vetor. A vencedora Janaina de Melo terminou o programa com um histórico de 6–7 e um recorde de 1–1 como líder. A finalista Renata Tolentino concluiu o processo com o histórico de 9–4 e o recorde de 3–1 como líder.
| Candidato (a)            | Ocupação                                                | Equipe original | Idade | Origem                | Resultado                            |
| ------------------------ | ------------------------------------------------------- | --------------- | ----- | --------------------- | ------------------------------------ |
| Janaina de Melo          | Publicitária                                            | Vetor           | 28    | Manaus                | Vencedora (20–12–2011)               |
| Renata Tolentino         | Coordenadora de projetos                                | Vanguarda       | 25    | Belo Horizonte        | Finalista (20–12–2011)               |
| Bruna Giardino           | Gerente de contas                                       | Vetor           | 25    | São Bernardo do Campo | Demitida no episódio 14 (15–12–2011) |
| Daniely Zanotti          | Assessora em projetos de investimento em energia        | Vanguarda       | 31    | Colatina              | Demitida no episódio 13 (13–12–2011) |
| Suelen da Silva          | Empresária proprietária de agência de publicidade       | Vetor           | 29    | São Francisco do Sul  | Demitida no episódio 12 (08–12–2011) |
| Maria Fernanda de Lima   | Coordenadora de produção de eventos                     | Vanguarda       | 29    | São Paulo             | Demitida no episódio 11 (06–12–2011) |
| Rodrigo Fittipaldi       | Advogado                                                | Vetor           | 31    | Rio de Janeiro        | Demitido no episódio 10 (01–12–2011) |
| Diego Martins            | Organizador e produtor de eventos                       | Vanguarda       | 35    | São Paulo             | Demitido no episódio 9 (29–11–2011)  |
| Bianca Yezzi             | Gerente de produtos e operação                          | Vanguarda       | 27    | São Paulo             | Demitida no episódio 8 (24–11–2011)  |
| Tanyo de Jesus           | Analista de logística                                   | Vetor           | 33    | Carmópolis            | Demitido no episódio 7 (22–11–2011)  |
| Ana Carla Abdalla Zanoni | Gerente comercial                                       | Vetor           | 39    | São Paulo             | Demitida no episódio 6 (17–11–2011)  |
| Fernando Gonçalves       | Gerente comercial                                       | Vanguarda       | 27    | Santo André           | Demitido no episódio 5¹ (15–11–2011) |
| Rogério Corrêa           | Empresário na área de comunicação e design              | Vanguarda       | 40    | São Paulo             | Demitido no episódio 5¹ (15–11–2011) |
| Bryan Yoneda             | Engenheiro de projetos                                  | Vanguarda       | 25    | Londrina              | Demitido no episódio 4 (10–11–2011)  |
| Alexandre Carreiro       | Empresário na área de treinamento e consultoria         | Vetor           | 40    | Rio de Janeiro        | Demitido no episódio 3 (15–12–2011)  |
| Washington Rodrigues     | Empresário do varejo / Professor de marketing de varejo | Vetor           | 30    | São José dos Campos   | Demitido no episódio 2 (08–11–2011)  |

Nota 1: Doria demitiu dois candidatos no episódio 5. Rogério foi demitido primeiro.

## Episódios

### Episódio 1 (01-11-2011)
- Objetivo da tarefa: Realizar uma série de cinco desafios em Belém (pesca, canoagem, produção de artesanato, arrecadação e distribuição de donativos para comunidades ribeirinhas e sobrevivência na selva) para a conquista de pontos. A equipe com mais pontos venceria a tarefa.[9]
- Líder da Equipe Vanguarda: Renata
- Líder da Equipe Vetor: Suelen
- Equipe vencedora: Vanguarda
  - Prêmio: Estadia em um resort em Alagoas.[9]
- Equipe perdedora: Vetor
  - Motivo da derrota: Falta de planejamento antes de iniciar a tarefa.[9]
  - Indicados para a Sala de Reunião: Por decisão de Doria, todos voltaram para a Sala de Reunião.[9]
  - Opinião dos Conselheiros: Carla indicou Suelen para demissão, por falta de pulso na liderança e por não assumir seus erros. Cláudio optou por Rodrigo, por ter comprometido o resultado final da prova e se aproveitar da debilidade de Suelen de forma negativa.[9]
- Demitido: Ninguém. Doria resolveu dar mais uma chance aos participantes para estimular a eficiência e a solidariedade da equipe.[9]

### Episódio 2 (03-11-2011)
- Objetivo da tarefa: Planejar, produzir e distribuir alimentos para moradores em situação de rua.[10]
- Líder da Equipe Vanguarda: Diego
- Líder da Equipe Vetor: Washington
- Equipe vencedora: Vanguarda
  - Prêmio: Viagem para a Colômbia.
- Equipe perdedora: Vetor
  - Motivo da derrota: O grupo perdeu muito tempo planejando as ações e começou a distribuição de pratos muito tarde.[10]
  - Indicados para a Sala de Reunião: Washington, Ana Carla e Tanyo
  - Opinião dos Conselheiros: Carla escolheu Washington por sua liderança ineficaz, e Cláudio indicou Ana Carla por omissão na tarefa.[10]
- Demitido: Washington, pelo baixo desempenho como líder.[10]

### Episódio 3 (08-11-2011)
- Objetivo da tarefa: Realizar uma série de três desafios (reunir o maior número de pessoas para cantar o Hino Nacional Brasileiro, obter dinheiro para despesas de trajeto de Campinas a São Paulo através da venda de bananas e desvendar uma sequência de enigmas) no menor tempo possível.[11]
- Líder da Equipe Vanguarda: Daniely
- Líder da Equipe Vetor: Alexandre
- Equipe vencedora: Vanguarda
  - Prêmio: Viagem para Natal.[12]
- Equipe perdedora: Vetor
  - Motivo da derrota: A equipe se atrasou no cumprimento dos desafios e completou a tarefa com duas horas de atraso em relação à Vanguarda.[11]
  - Indicados para a Sala de Reunião: Por decisão de Doria, Alexandre, Ana Carla e Suelen, com a adição de Rodrigo posteriormente pelos conflitos que teve com Ana Carla na tarefa.[11][12]
  - Opinião dos Conselheiros: Ambos optaram pela demissão de Suelen por falta de transparência em suas ações.[11][12]
- Demitido: Alexandre, para que o resto da equipe demonstrasse responsabilidade por sua demissão.[11][12]

### Episódio 4 (10-11-2011)
- Reestruturação de equipes: Doria transferiu Diego para a Vetor.[13]
- Objetivo da tarefa: Elaborar um plano de ação promocional de um carro popular, com um vídeo sobre o produto.[13]
- Líder da Equipe Vanguarda: Bryan
- Líder da Equipe Vetor: Rodrigo
- Equipe vencedora: Vetor
  - Prêmio: Estadia em um resort na Bahia.
- Equipe perdedora: Vanguarda
  - Motivo da derrota: Erros de planejamento e falta de controle da equipe por parte do líder.
  - Indicados para a Sala de Reunião: Bryan, Rogério, Daniely e Bianca, por decisão de Doria.[13]
  - Opinião dos Conselheiros: Os dois conselheiros optaram pela demissão de Bianca, por ser omissa na primeira parte da Sala de Reunião e falta de participação na tarefa.[13]
- Demitido: Bryan, por omissão na liderança.[13]

### Episódio 5 (15-11-2011)
- Objetivo da tarefa: Planejar e executar um evento para promover um hotel como opção para eventos corporativos.[14]
- Líder da Equipe Vanguarda: Maria Fernanda
- Líder da Equipe Vetor: Bruna
- Equipe vencedora: Vetor
  - Prêmio: Viagem para Cancún.
- Equipe perdedora: Vanguarda
  - Motivo da derrota: Segundo os conselheiros, uma sucessão de erros acabou por causar uma "crise ética" na Vanguarda.[14]
  - Indicados para a Sala de Reunião: Por decisão de Doria, todos voltaram para a Sala de Reunião.[14]
  - Opinião dos Conselheiros: Ambos indicaram Fernando, por faltar com a verdade e colocar o motivo da derrota nas companheiras de equipe.[14]
- Demitidos: Rogério, por utilizar o nome de um contato profissional para obter vantagens na tarefa, e Fernando, por utilizar o nome de outra empresa para o mesmo fim.[14]
- Observação:
  - Rogério foi demitido antes da segunda parte da Sala de Reunião se iniciar. Ele deixou o programa acompanhado pelo seu contato profissional, chamado por Doria para comentar o fato ocorrido.[14] Após a demissão de Rogério, a equipe Vanguarda retornou para a Sala de Reunião, que terminou com um pedido de demissão de Fernando por ordem de Doria.[14]

### Episódio 6 (17-11-2011)
- Reestruturação de equipes: Janaina se candidatou para integrar a equipe Vanguarda.[15]
- Objetivo da tarefa: Produzir, dirigir e editar um vídeo sobre um parque de diversões em Orlando, nos Estados Unidos.
- Líder da Equipe Vanguarda: Bianca
- Líder da Equipe Vetor: Ana Carla
- Equipe vencedora: Vanguarda
  - Prêmio: Viagem para Los Angeles.
- Equipe perdedora: Vetor
  - Motivo da derrota: A apresentação foi considerada muito inferior e, segundo Doria, o conceito adotado pela equipe para vender o parque era usado por um concorrente. A edição do vídeo também foi criticada.[15]
  - Indicados para a Sala de Reunião: Ana Carla, Suelen e Rodrigo
  - Opinião dos Conselheiros: Ambos optaram pela demissão de Ana Carla, por ser o fator maior de falha na equipe.[15]
- Demitida: Ana Carla, por sua fraca liderança e por duvidar da capacidade de um membro da equipe quando este pediu para fazer a apresentação.[15]

### Episódio 7 (22-11-2011)
- Objetivo da tarefa: Utilizar um espaço conceito para criar uma loja fictícia de uma marca de tintas.[16]
- Líder da Equipe Vanguarda: Janaina
- Líder da Equipe Vetor: Tanyo
- Equipe vencedora: Vanguarda
  - Prêmio: Jogar golfe, visitar um spa e assistir ao espetáculo do Cirque du Soleil.
- Equipe perdedora: Vetor
  - Motivo da derrota: A equipe não entendeu a proposta de uma loja conceito e se atrasou na abertura da loja, não conseguindo apresentá-la para o cliente.[16]
  - Indicados para a Sala de Reunião: Por decisão de Doria, todos voltaram para a Sala de Reunião.[16]
  - Opinião dos Conselheiros: Carla Pernambuco aconselhou demitir Bruna, por estar omissa na tarefa. Cláudio Forner aconselhou a demissão de Tanyo, por não assumir seus erros na primeira parte da Sala de Reunião.[16]
- Demitido: Tanyo, por admitir a responsabilidade na derrota da equipe e ser um líder fraco.[16]

### Episódio 8 (24-11-2011)
- Objetivo da tarefa: Promover uma ação de marketing para uma marca de creme dental.[17]
- Líder da Equipe Vanguarda: Renata
- Líder da Equipe Vetor: Diego
- Equipe vencedora: Vetor
  - Prêmio: Viagem para a Turquia, pela companhia Turkish Airlines.[17]
- Equipe perdedora: Vanguarda
  - Motivo da derrota: Tentativas frustradas da divulgação da marca de creme dental e pela equipe "ficar confiante demais após duas vitórias", segundo Doria.[17]
  - Indicadas para a Sala de Reunião: Por decisão de Doria, todas voltaram para a Sala de Reunião.[17]
  - Opinião dos Conselheiros: Carla optou por Renata, por não conseguir motivar a equipe. Cláudio optou por Janaina, por não mostrar "energia" na tarefa.[17]
- Demitida: Bianca, por perder o foco durante a tarefa e por não se lembrar do que fez durante três das 14 horas de duração da mesma.[17]

### Episódio 9 (29-11-2011)
- Reestruturação de equipes: Doria transferiu Daniely e Renata para a Vetor e Rodrigo e Suelen para a Vanguarda.[18]
- Objetivo da tarefa: Aumentar o faturamento na hora do almoço em duas lanchonetes. As equipes tiveram à disposição uma linha de crédito de um banco para planejar o orçamento das iniciativas.[18]
- Líder da Equipe Vanguarda: Suelen
- Líder da Equipe Vetor: Bruna
- Equipe vencedora: Vanguarda
  - Prêmio: Viagem para Manaus.[18]
- Equipe perdedora: Vetor
  - Motivo da derrota: O show de comédia contratado não foi bem aceito e o brinde oferecido (um balde de pipoca) foi caro e ineficaz.[18]
  - Indicados para a Sala de Reunião: Por decisão de Doria, todos voltaram para a Sala de Reunião.[18]
  - Opinião dos Conselheiros: Carla optou por Bruna pois como líder, não demonstrou ter comandado. Cláudio optou por Diego pela fraca ideia do balde de pipoca.[18]
- Demitido: Diego, por se isolar da equipe e conceber uma das ideias que levaram a equipe à derrota.[18]

### Episódio 10 (01-12-2011)
- Objetivo da tarefa: Compra e revenda de até 15 produtos considerados raros, pelo melhor preço possível.[19]
- Líder da Equipe Vanguarda: Rodrigo
- Líder da Equipe Vetor: Bruna
- Equipe vencedora: Vetor
  - Prêmio: Passeio de iate pelo litoral de São Paulo e um almoço preparado por um chef de cozinha.[19]
- Equipe perdedora: Vanguarda
  - Motivo da derrota: Apesar de ter comprado mais itens da lista (onze contra nove), a equipe teve 23% a menos de lucro na revenda e desrespeitou uma das regras da prova, ao comprar um item incompatível com o que foi pedido.[19]
  - Indicados para a Sala de Reunião: Rodrigo e Suelen, por decisão de Doria.[19]
  - Opinião dos Conselheiros: Ambos aconselharam a demissão de Rodrigo, pela sua fraca liderança.[19]
- Demitido: Rodrigo, pelas falhas na liderança e pelos problemas de relacionamento que teve com Suelen ao longo do programa, chegando a excluí-la da tarefa.[19]
- Observações:
  - Um dos itens pedidos no original era um vestido de noiva vermelho. Por ideia de Suelen, a equipe Vanguarda comprou um vestido branco e o tingiu de vermelho, infringindo uma regra da tarefa. No anúncio da segunda parte, Doria obrigou a equipe a desfazer o tingimento e vender o vestido como branco. Na Sala de Reunião, a ideia foi criticada por Doria e pelos conselheiros.

### Episódio 11 (06-12-2011)
- Objetivo da tarefa: Trocar uma camisa autografada pelo jogador Neymar por outros objetos de maior valor agregado.[20]
- Líder da Equipe Vanguarda: Maria Fernanda
- Líder da Equipe Vetor: Renata
- Equipe vencedora: Vetor
  - Prêmio: Viagem para Londres. As integrantes também ganharam um tablet PC da Lenovo para cada uma.
- Equipe perdedora: Vanguarda
  - Motivo da derrota: Além de ter feito negociações piores, a equipe mencionou erroneamente que a tarefa era filantrópica.[20]
  - Indicadas para a Sala de Reunião: Maria Fernanda, Janaina e Suelen
  - Opinião dos Conselheiros: Carla optou pela demissão de Suelen, por se focar unicamente em tarefas de apoio. Cláudio indicou Janaina, por falta de atitude empreendedora.[20]
- Demitida: Maria Fernanda, por falta de vigor, energia e liderança na tarefa.[20]

### Episódio 12 (08-12-2011)
- Objetivo da tarefa: Divulgação de uma marca de cafeteiras em quiosques de shopping centers de São Paulo.[21]
- Líder da Equipe Vanguarda: Janaina
- Líder da Equipe Vetor: Bruna
- Equipe vencedora: Vetor
  - Prêmio: Viagem para o Uruguai e exemplares das cafeteiras divulgadas na tarefa.
- Equipe perdedora: Vanguarda
  - Motivo da derrota: A equipe forneceu dados incorretos nas abordagens com os clientes.[21]
  - Indicadas para a Sala de Reunião: Janaina e Suelen
  - Opinião dos Conselheiros: Ambos optaram por Suelen, pela quantidade de erros cometidos durante o programa e por se vitimizar na Sala de Reunião.[21]
- Demitida: Suelen, por agir de forma negativa e não apoiar sua liderança.[21]

### Episódio 13 (13-12-2011)
- Reestruturação de equipes: Janaina escolheu Renata para integrar a Vanguarda.[22]
- Objetivo da tarefa: Desenvolver ações inovadoras para empresas de confecção em Maringá.[22]
- Líder da Equipe Vanguarda: Renata
- Líder da Equipe Vetor: Daniely
- Equipe vencedora: Vanguarda
  - Prêmio: Viagem para Amsterdã.
- Equipe perdedora: Vetor
  - Motivo da derrota: A Vetor perdeu muito tempo com perguntas prolixas e contribuíram com poucas inovações.[22]
  - Indicadas para a Sala de Reunião: Daniely e Bruna
  - Opinião dos Conselheiros: Carla optou por Bruna, por demonstrar ideias fracas e falta de imposição durante o processo. Cláudio indicou Daniely, por acreditar que a derrota da equipe não foi causada pelos erros de Bruna.[22]
- Demitida: Daniely, por não ter sucesso na liderança da tarefa, apesar de suas qualidades.[22]

### Episódio 14 (15-12-2011)
- Objetivo da tarefa: Desenvolver três ações de conscientização sobre descarte de lixo em vias públicas.[23]
- Vencedora: Renata
  - Prêmio: Viagem para Buenos Aires.
- Perdedoras: Bruna e Janaina
  - Motivo da derrota: As duas precisaram desistir de ações após os participantes não autorizarem a exibição das imagens gravadas pela produção.[23] Bruna ainda confundiu o nome da empresa parceira da tarefa e permitiu que participantes queimassem madeira em uma de suas ações enquanto Janaína distribuiu sacolas plásticas em uma iniciativa para preservar o meio ambiente.[23]
  - Indicadas para a Sala de Reunião: Bruna e Janaina
  - Opinião dos Conselheiros: Carla indicou Bruna para a demissão, por não achar que a candidata conseguiu se destacar durante todo o programa. Claudio optou pela demissão de Janaina, por não observar nela a capacidade de definição de metas.
- Demitida: Bruna, pelo conjunto de respostas utilizadas na Sala de Reunião e pelo seu desempenho geral na tarefa.[23]
- Observações:
  - No início do episódio, as equipes foram extintas e cada candidata competiu individualmente.[23]
  - Após a demissão de Bruna, Doria convocou Renata para a Sala de Reunião e anunciou que a tarefa final aconteceria em Washington, nos Estados Unidos.[23] As duas finalistas também ganharam um passeio para a cidade de Barra Bonita.
  - Os ex-participantes Bryan e Maria Fernanda retornaram para apoiar, respectivamente, Renata e Janaina.[23] As equipes foram escolhidas via sorteio.

### Episódio final (20-12-2011)
- Objetivo da tarefa: Realizar ações promocionais para uma produtora de computadores.[3]
- Resultado: Janaina teve um desempenho melhor na tarefa final por dominar o idioma e ter sido mais criativa.[3]
  - Opinião dos Conselheiros: Ambos optaram por dar a vitória para Janaina. Carla definiu Janaina como uma "lutadora", enquanto Cláudio destacou sua "capacidade de correção em tempo real".[3]
- Vencedora: Janaina, por ter ousado mais durante o processo e ter um perfil mais empreendedor.[3]
- Demitida: Renata, por ter apresentado menos ousadia e garra durante o processo, apesar de ter sido apontada como uma candidata muito completa por ambos os conselheiros.[3]

## Resultados
| Candidato (a)            | Equipe     | Equipe     | Equipe     | Equipe     | Equipe      | Resultado               | Recorde como líder                                            |
| Candidato (a)            | Episódio 1 | Episódio 4 | Episódio 6 | Episódio 9 | Episódio 13 | Resultado               | Recorde como líder                                            |
| ------------------------ | ---------- | ---------- | ---------- | ---------- | ----------- | ----------------------- | ------------------------------------------------------------- |
| Janaina de Melo          | Vetor      | Vetor      | Vanguarda  | Vanguarda  | Vanguarda   | Vencedora               | 1–1 (vitória no episódio 7, derrota no episódio 12)           |
| Renata Tolentino         | Vanguarda  | Vanguarda  | Vanguarda  | Vetor      | Vanguarda   | Demitida na Final       | 3–1 (vitória nos episódios 1, 11 e 13, derrota no episódio 8) |
| Bruna Giardino           | Vetor      | Vetor      | Vetor      | Vetor      | Vetor       | Demitida no episódio 14 | 3–1 (vitória nos episódios 5, 10 e 12, derrota no episódio 9) |
| Daniely Zanotti          | Vanguarda  | Vanguarda  | Vanguarda  | Vetor      | Vetor       | Demitida no episódio 13 | 1–1 (vitória no episódio 3 derrota no episódio 13)            |
| Suelen da Silva          | Vetor      | Vetor      | Vetor      | Vanguarda  |             | Demitida no episódio 12 | 1–1 (vitória no episódio 9, derrota no episódio 1)            |
| Maria Fernanda de Lima   | Vanguarda  | Vanguarda  | Vanguarda  | Vanguarda  |             | Demitida no episódio 11 | 0–2 (derrota nos episódios 5 e 11)                            |
| Rodrigo Fittipaldi       | Vetor      | Vetor      | Vetor      | Vanguarda  |             | Demitido no episódio 10 | 1–1 (vitória no episódio 4, derrota no episódio 10)           |
| Diego Martins            | Vanguarda  | Vetor      | Vetor      | Vetor      |             | Demitido no episódio 9  | 2–0 (vitória nos episódios 2 e 8)                             |
| Bianca Yezzi             | Vanguarda  | Vanguarda  | Vanguarda  |            |             | Demitida no episódio 8  | 1–0 (vitória no episódio 6)                                   |
| Tanyo de Jesus           | Vetor      | Vetor      | Vetor      |            |             | Demitido no episódio 7  | 0–1 (derrota no episódio 7)                                   |
| Ana Carla Abdalla Zanoni | Vetor      | Vetor      | Vetor      |            |             | Demitida no episódio 6  | 0–1 (derrota no episódio 6)                                   |
| Fernando Gonçalves       | Vanguarda  | Vanguarda  |            |            |             | Demitido no episódio 5  |                                                               |
| Rogério Corrêa           | Vanguarda  | Vanguarda  |            |            |             | Demitido no episódio 5  |                                                               |
| Bryan Yoneda             | Vanguarda  | Vanguarda  |            |            |             | Demitido no episódio 4  | 0–1 (derrota no episódio 4)                                   |
| Alexandre Carreiro       | Vetor      |            |            |            |             | Demitido no episódio 3  | 0–1 (derrota no episódio 3)                                   |
| Washington Rodrigues     | Vetor      |            |            |            |             | Demitido no episódio 2  | 0–1 (derrota no episódio 2)                                   |